# Generalfeldmarschall-Rommel-Kaserne (Augustdorf)

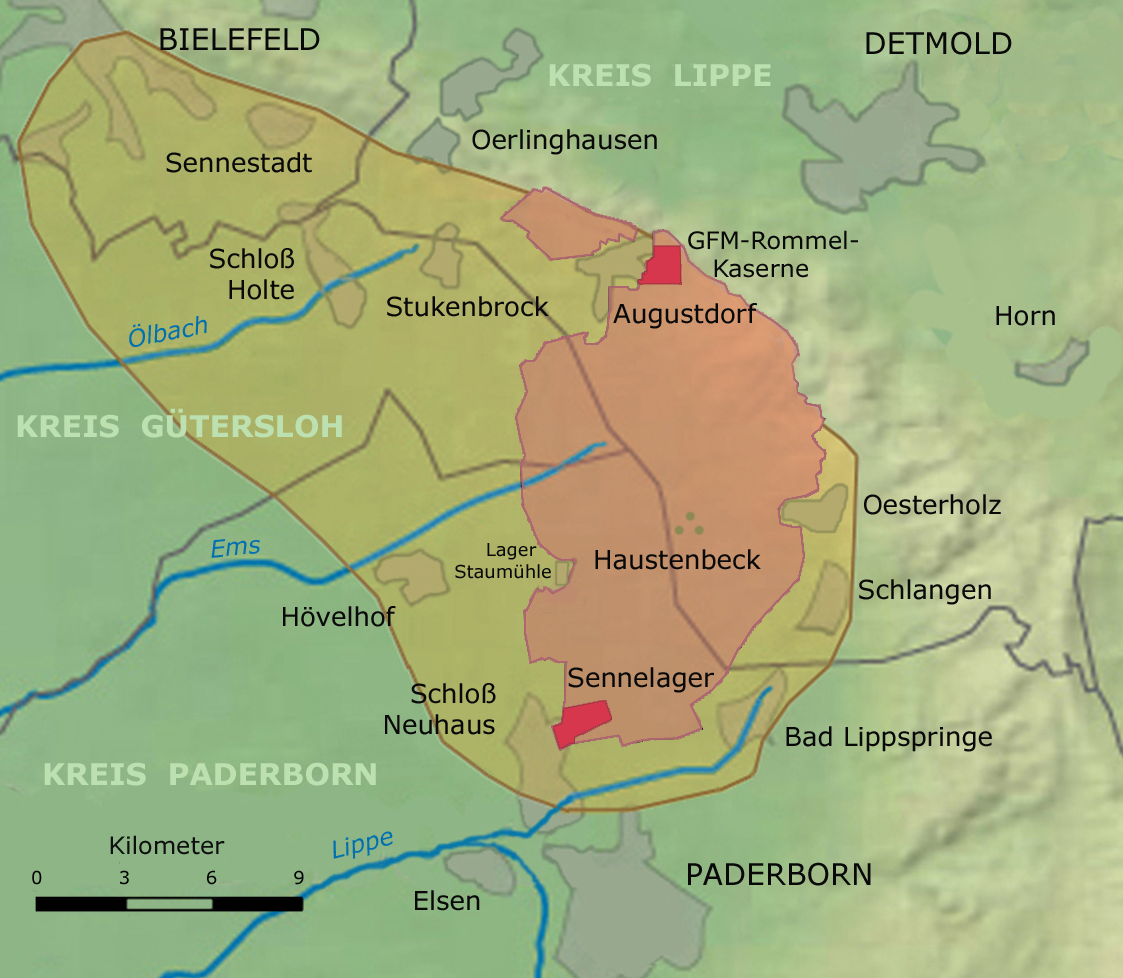
Lage GFM-Rommel-Kaserne in der Senne

Die Generalfeldmarschall-Rommel-Kaserne (kurz: GFM-Rommel-Kaserne) ist eine Kaserne der Bundeswehr in Augustdorf, Nordrhein-Westfalen. Die Kaserne ist vor allem Standort der Panzerbrigade 21 „Lipperland“. Die Kaserne wurde 1937 als Nordlager für den nahegelegenen Landwehrübungsplatz angelegt und 1961 nach Generalfeldmarschall Erwin Rommel benannt.

## Lage

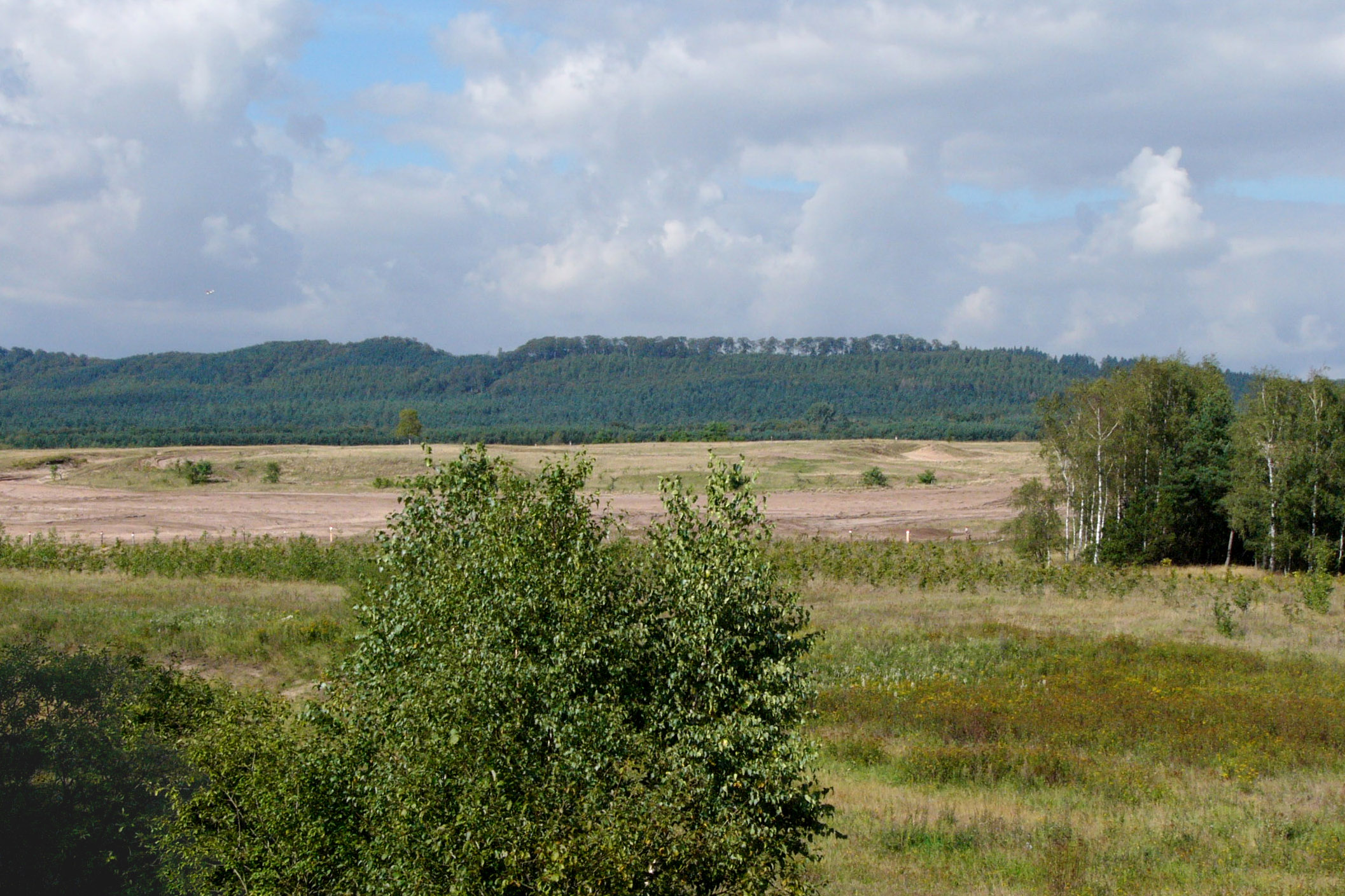
Standortübungsplatz Stapel mit Teutoburger Wald im Hintergrund, von Süden aus gesehen

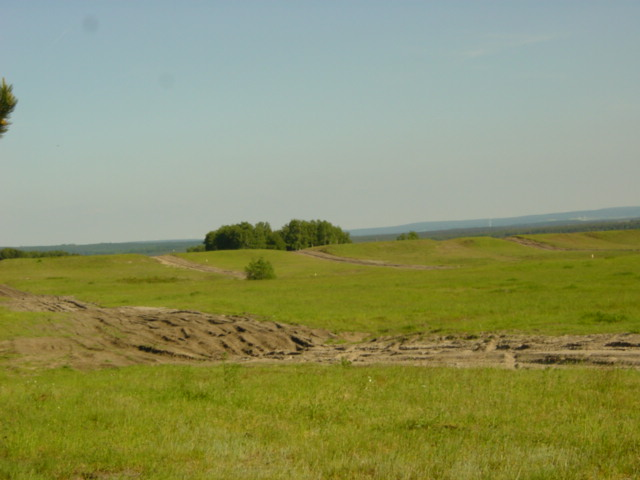
Typische Heidelandschaft auf dem Truppenübungsplatz Senne

Die Kaserne liegt inmitten der Senne im Nordosten der lippischen Gemeinde Augustdorf und am Südrand des Teutoburger Waldes. Nordwestlich der Kaserne befindet sich der Standortübungsplatz Stapel, im Süden grenzt eine Standortschießanlage und der unter britischer Verwaltung stehende Truppenübungsplatz Senne an. Vor dem Nordtor liegen zwei Garnisonkirchen, darunter die Kirche „Maria, Königin des Friedens“, und das Soldatenheim „OASE – Haus Senne“, welches nach Renovierung am 3. Juli 2019 wiedereröffnet wurde. Der Weg entlang des Kasernenzauns („Kasernenrunde“) hat eine Länge von 5,2 km. Die Kaserne stellt einen erheblichen Wirtschaftsfaktor für die kleine Gemeinde Augustdorf dar, die durch die Bundeswehr stark geprägt ist.

## Stationierung und Einrichtungen

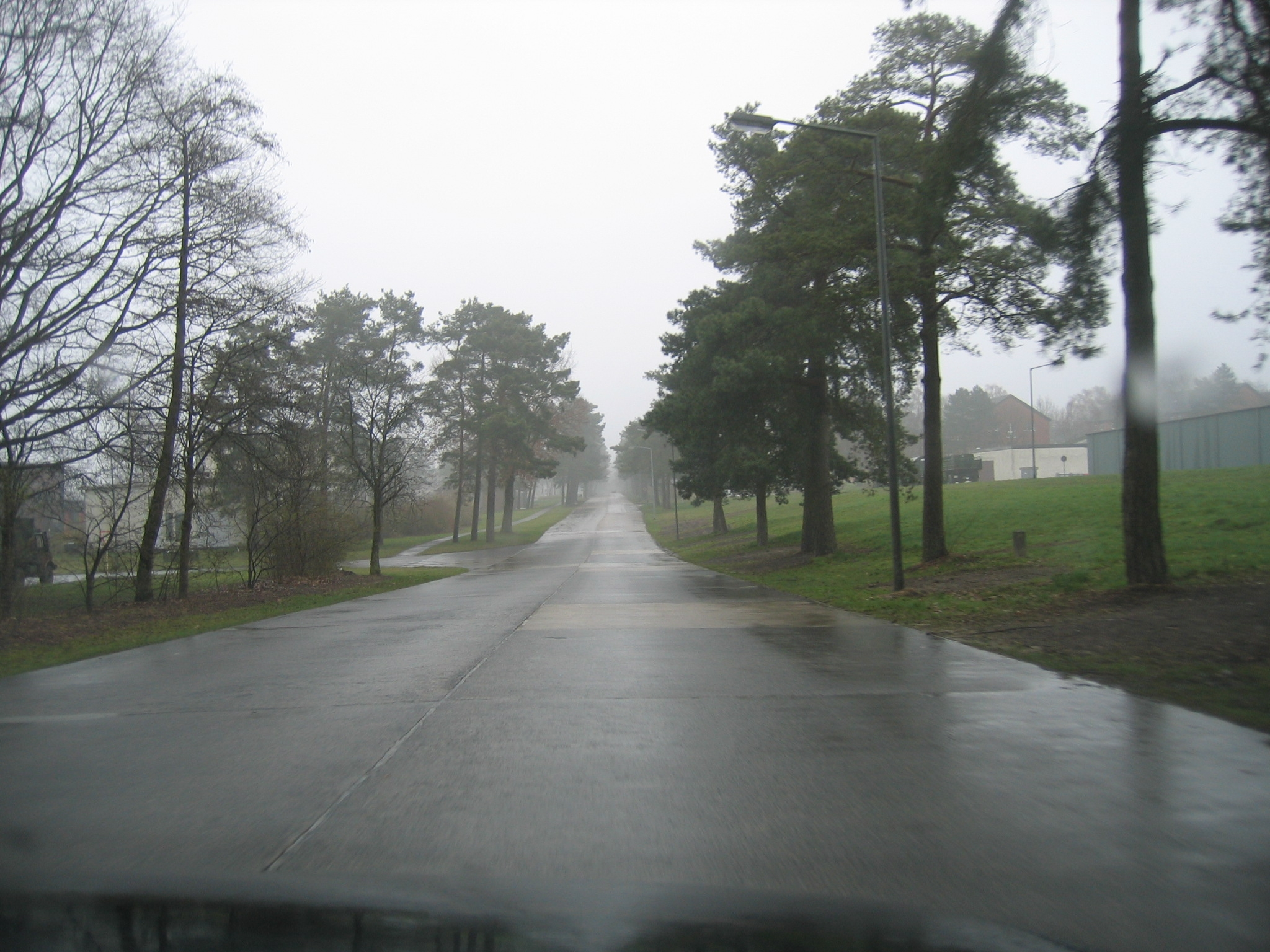
Die Paradestraße an einem Regentag. Blick Richtung Nordtor

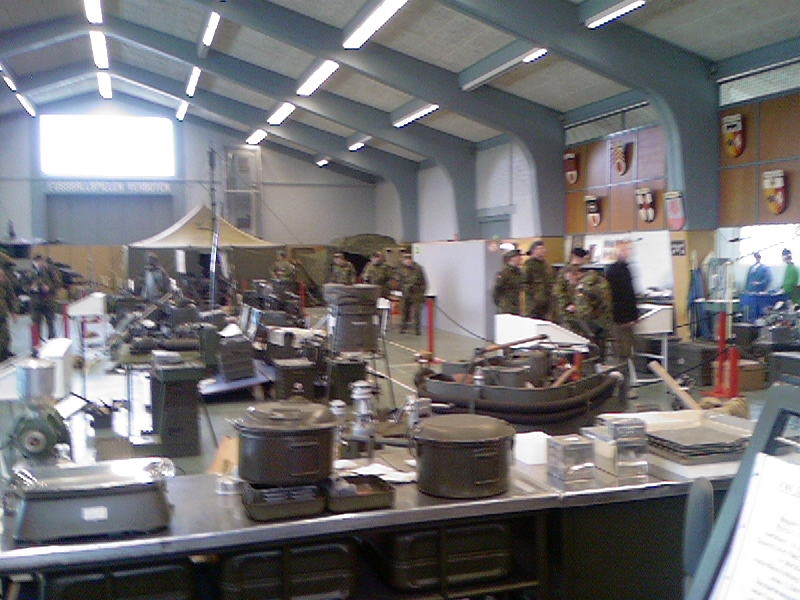
NVA-Material aus der Sammlung von Großgerät der MGS Lippische Rose

Die Kaserne ist nach Anzahl der dort stationierten Soldaten die größte Kaserne des deutschen Heeres, aber nicht deren größter Standort. Die Anzahl der ständigen Dienstposten beträgt etwa 4.300.
Folgende Bundeswehr-Dienststellen sind stationiert:
- Panzerbrigade 21 „Lipperland“ (Beiname ab Juni 1988)
  - Stab Panzerbrigade 21
  - Stabs- und Fernmeldekompanie Panzerbrigade 21
  -  Panzerbataillon 203 (PzBtl 203)
    - 1.–4./Panzerbataillon 203
    - 6./Panzerbataillon 203 (nichtaktiv)[3][4]
    - Gefechtssimulator Panzerzug Leopard 2 (203)
    - Schießsimulator Panzertruppe Leopard 2 (203)

  -  Panzergrenadierbataillon 212 (PzGrenBtl 212)
    - 1.–4. Panzergrenadierbataillon 212
    - Gefechtssimulator Panzergrenadierzug (212)
    - Ausbildungsunterstützungskompanie 212

  - 3./Versorgungsbataillon 141 (ehemals 2./Versorgungsbataillon 7; Umbenennungsappell am 29. Februar 2024)[5]
- Sanitätsunterstützungszentrum Augustdorf
- Sanitätsstaffel Einsatz Augustdorf
- 5./Feldjägerregiment 2
- Kraftfahrausbildungszentrum (KfAusbZentr) Augustdorf
- Bundeswehr-Dienstleistungszentrum Augustdorf (früher Standortverwaltung)
- Evangelisches Militärpfarramt (EMilPfA) Augustdorf
- Katholisches Militärpfarramt (KMilPfA) Augustdorf
- Familienbetreuungszentrum (FBZ) Augustdorf
- BWI Informationstechnik GmbH SC Hannover VOS Augustdorf
- Freiwillige Reservistenarbeit Augustdorf
- Heeresinstandsetzungslogistik (HIL) Stützpunkt Augustdorf
- Jugendoffizier Augustdorf
- LH Bundeswehr Bekleidungsgesellschaft mbH Servicestation Augustdorf
- Sportlehrer (SportLhr) Augustdorf
- Verbindungskommando der Luftwaffe zur Panzerbrigade 21 (VKdoLw PzBrig 21)
- Unterstützungspersonal Standortältester (UstgPers StOÄ) Augustdorf
- Unterstützungspersonal Kasernenkommandant (UstgPers KasKdt) Augustdorf

Der Brigadestab sowie die Gemeinsame Heimgesellschaft (GHG, ehemals Offizierskasino) sind im Osten der Kaserne untergebracht. Vor dem Stabsgebäude ist ein Element der Berliner Mauer aufgestellt. Weitere Einrichtungen sind das Gefechts- und Schießsimulatorenzentrum, ein Fahrsicherheitstrainingsplatz der Deutschen Verkehrswacht, drei Sportplätze mit Laufbahnen, mehrere Sporthallen, eine Schwimmhalle mit Sauna, ein Freizeitzentrum, eine Truppenküche, eine Hindernisbahn und vier Tennisplätze. Die „Paradestraße“ durchzieht die Kaserne von der Hauptzufahrt Nordtor bis zum Südtor. An dieser liegt als zentraler Appellplatz der Scharnhorstplatz.

### Ehemalige Einheiten
Die Militärgeschichtliche Sammlung Lippische Rose erinnert auf ca. 1400 m² an verschiedene inzwischen aufgelösten Einheiten, die in Augustdorf ihre Heimat hatten, z. B. die Panzerbataillone 211, 213 und 214, das Panzeraufklärungsbataillon 7 und der selbständigen Brigadeeinheiten wie z. B. die Panzerjägerkompanie 210. Auch der Traditionsraum der ehemaligen 7. Panzerdivision befindet sich hier. Außerdem sammelt die MGS Lippische Rose Fahrzeuge, Waffen und anderes Material aus der Geschichte der Bundeswehr sowie in kleinerem Ausmaß auch der Nationalen Volksarmee. In der Kaserne sind außerdem Dutzende reguläre aber mittlerweile ausgesteuerte und Versuchsmuster gepanzerter Kettenfahrzeuge ausgestellt.
Weitere ehemaligen Dienststellen sind das Panzerartilleriebataillon 215, 2./Versorgungsbataillon 7 (am 29. Februar 2024 in 3./Versorgungsbataillon 141 umbenannt) und die MAD-Stelle 32.

## Geschichte

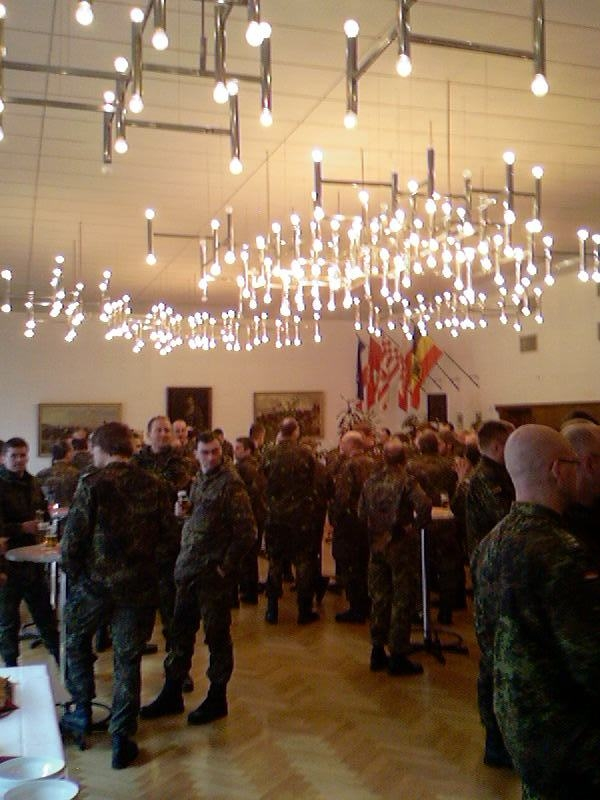
Der Fürstensaal im Offizierskasino Lippische Rose während eines Empfangs

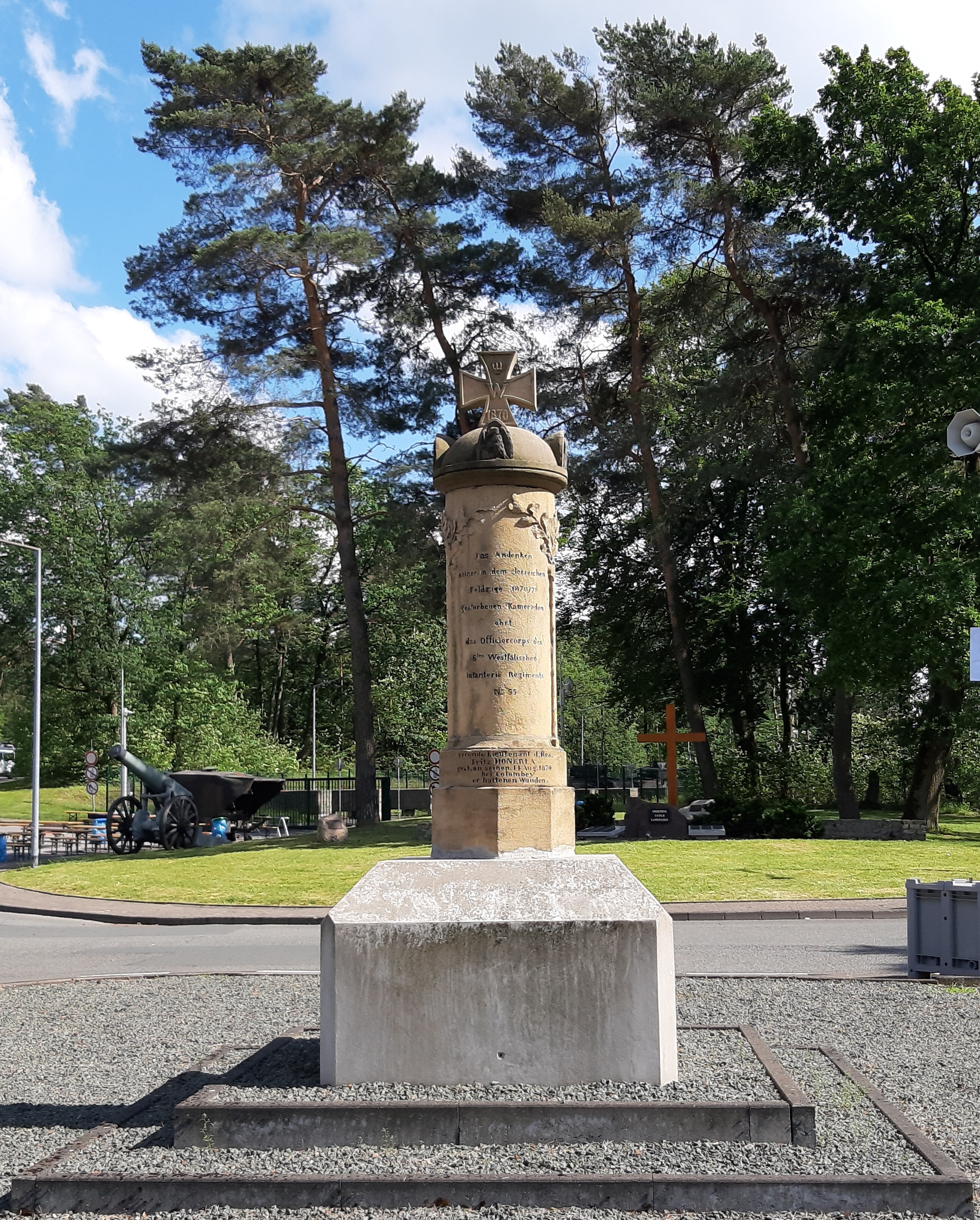
Gedenksäule, im Hintergrund der neue Ehrenhain mit Namen gefallener Kameraden in Auslandseinsätzen

Bereits seit 1892 übten militärische Verbände in der Senne. Als nach der nationalsozialistischen Machtergreifung die Wehrmacht vergrößert wurde und diese neue Standorte benötigte, entstand in Augustdorf ein Landwehrübungsplatz, wo ab Mai 1937 das VI. Armeekorps aus Münster seine Landwehrbataillone unterbrachte, um sie in der Senne zu üben. Das Lager wurde bis 1939 nochmals erweitert und 1939 der Kommandantur des Truppenübungsplatzes übergeben. Die Bezeichnung des Lagers war ab 1939 Nordlager des Truppenübungsplatzes Senne. Im Zweiten Weltkrieg wurde es im Nordosten um ein Wehrertüchtigungslager der Hitlerjugend erweitert. Dort stand die paramilitärische Wehrerziehung der Jugendlichen im Vordergrund. Im September 1944 verlegte ein SS-Ausbildungs- und Einsatzregiment in das Nordlager. Die Kapazität des Lagers erweiterte sich ständig und lag am Ende des Zweiten Weltkrieges bei 16.000 Mann. Unter anderem waren in der Kaserne das SS-Panzerersatz- und Ausbildungsbataillon 1 der Waffen-SS untergebracht, aus dem in den letzten Monaten des Krieges die SS-Panzerbrigade Westfalen aufgestellt wurde, die an der letzten Panzerschlacht gegen die 3. US-Panzerdivision im März/April 1945 im Raum Paderborn beteiligt war. Die verbliebenen Einheiten in Augustdorf und auf dem Truppenübungsplatz wurden gegen Ende des Krieges zur Kampfgruppe Augustdorf zusammengefasst und zur Verteidigung des Überganges im Teutoburger Wald – die Dörenschlucht bei Augustdorf – herangezogen. Bei der "Schlacht in der Dörenschlucht" vom 2. bis 4. April 1945 fielen 35 Männer einer Genesendenkompanie der Waffen-SS. Sie hatten den Vormarsch der 3. US-Panzerdivision durch Abschuss von sieben Sherman-Panzern zeitweise verzögert, blieben jedoch letztlich erfolglos. Die Soldaten wurden auf einem kleinen Soldatenfriedhof nahe der Kaserne beigesetzt. Am 4. April 1945 wurde die Kaserne von amerikanischen Truppen besetzt und bald darauf der britischen Armee übergeben, die bis heute Hauptnutzer des Truppenübungsplatz blieb.
Ab 1945 wurde das Nordlager, von den Briten als Hutted Camp bezeichnet, als Unterkunft von etwa 10.000 vornehmlich sowjetischen Kriegsgefangenen genutzt, die von hier nach Kriegsende in ihre Heimat zurückgeführt wurden. Ab Sommer 1945 verblieben im Lager Osteuropäer, die nicht in ihre Heimat zurückkehren wollten, ab 1947 waren dies vor allem ehemalige Kriegsgefangene aus den baltischen Sowjetrepubliken. Ab August 1950 entließen die Briten das Lager in deutsche Verwaltung. Weiterhin lebten im Lager etwa 2.250 heimatlose Ausländer, unter ihnen etwa 600 Kinder. Das Lager wurde ab August 1950 daher als Sozialamt für Ausländer, Außenstelle Augustdorf bezeichnet.
Ab Februar 1956 wurden die alten Baracken abgerissen und neu errichtet. Die Kaserne wurde nach der Wiedererrichtung als Neues Lager bezeichnet. Nach Planungen des Amtes Blank sollte die Kaserne Standort der Panzeraufklärerschule werden. Als Lehramtsgebäude war das heutige Stabsgebäude der Panzerbrigade 21 vorgesehen. Die Einrichtung einer Truppenschule wurde freilich nicht realisiert. Ab April 1957 nahm die Standortverwaltung ihre Arbeit in Augustdorf auf. Die ersten Soldaten der Bundeswehr zogen am 26. Juni 1957 in die neu errichteten Unterkünfte im Neuen Lager. Zu den ersten Einheiten gehörte das Panzerbataillon 1 (später zunächst Panzerbataillon 213, dann Panzerbataillon 214), das zunächst in Dedelstorf aufgestellt wurde. Das Panzeraufklärungsbataillon 7 verlegte im April 1958 aus Bremen nach Augustdorf. Im September 1958 verließen die ersten Ausländer das Lager. Am 20. Juli 1961, dem Jahrestag des Hitler-Attentats des militärischen Widerstands erhielt die Truppenunterkunft den Namen Generalfeldmarschall-Rommel-Kaserne. An diesem Akt nahmen die Witwe und der Sohn Rommels teil.
Die Benennung der Kaserne nach Rommel führt aufgrund seiner zwiespältigen Rolle im Nationalsozialismus immer wieder zu Kritik.
Im Mai 2018 teilte ein Sprecher des Verteidigungsministeriums mit, dass Erwin Rommel auch nach dem neuen Traditionserlass für die Bundeswehr weiter traditionsstiftend bleibt. Trotz seiner Rolle im Nationalsozialismus habe Rommel verbrecherische Befehle missachtet und habe dem militärischen Widerstand gegen Hitler nahegestanden. Deshalb „erfüllt er die Voraussetzungen für eine Namensgebung von Liegenschaften der Bundeswehr.“
Am 26. April 2007 wurden zur Erinnerung an 50 Jahre Wehrpflicht in der Kaserne ein feierliches Gelöbnis für 1000 Rekruten aller Teilstreitkräfte ausgerichtet. Anwesend waren neben rund 3000 Gästen und Angehörigen der damalige Bundesverteidigungsminister Franz Josef Jung und der damalige Generalinspekteur der Bundeswehr, General Wolfgang Schneiderhan.

## Augustdorfer Soldatentag

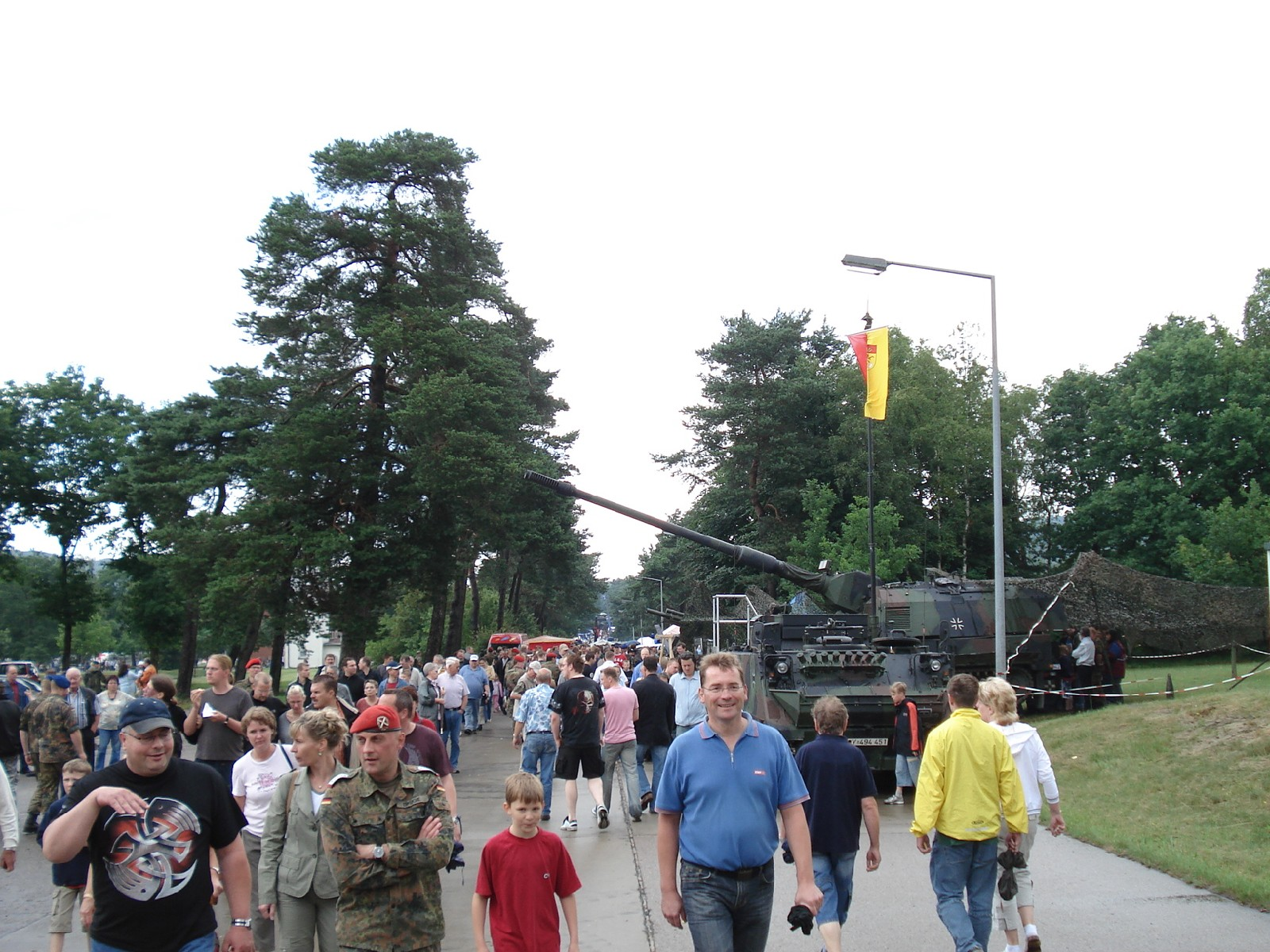
Paradestraße beim Augustdorfer Soldatentag am 16. Juni 2007

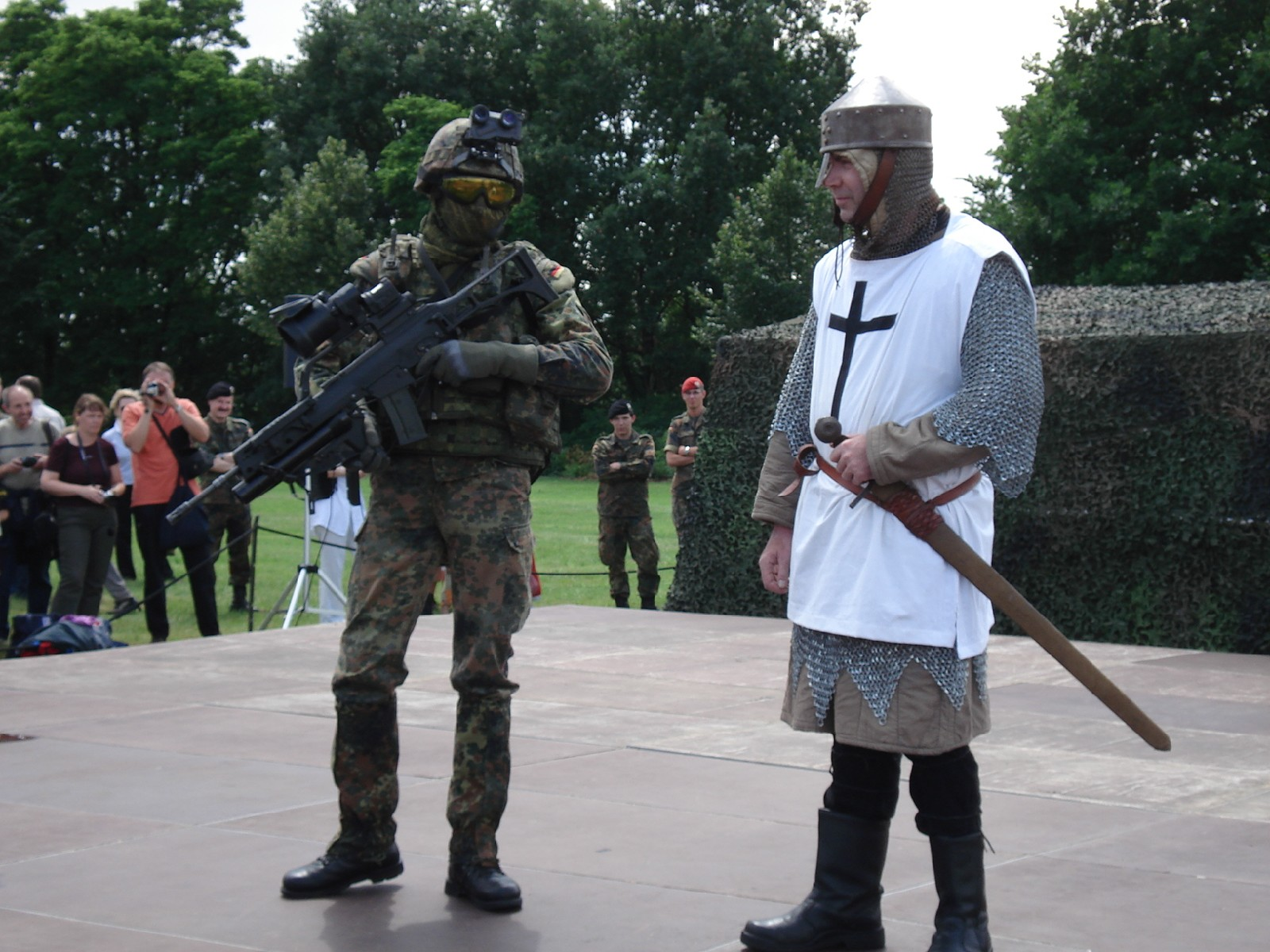
Modenschau 800 Jahre Uniformgeschichte, AST 2007

Etwa alle zwei Jahre richtet die Panzerbrigade 21 in der Kaserne den Augustdorfer Soldatentag (AST) aus. Nach 2004 musste der AST von 2006 auf 2007 verschoben werden, da die Brigade 2006 zu vielfältige Aufgaben und Einsätze zu bewältigen hatte. Regelmäßig besuchen mehrere 10.000 Gäste die Veranstaltung. Im Jahr 2007 (25.000–30.000) und 2009 (30.000–35.000 Besucher) war der AST das größte öffentlichkeitswirksame Vorhaben des Deutschen Heeres. Am 9. Mai 2015 fand in Augustdorf ein Soldatentag statt. Seit dem 10. Juni 2017 ist er Teil des Tags der Bundeswehr.
Gezeigt werden die Waffensysteme des Standorts in statischen und dynamischen Waffenschauen und Vorführungen der Panzergrenadiere, Panzertruppe, Panzerartillerie, Logistik, Feldjäger, Heeresaufklärungstruppe und des Sanitätswesen über deren Spezialfähigkeiten. Reservistenkameradschaften, Modellbau und Reenactment finden sich bei der Militärgeschichtlichen Sammlung „Lippische Rose“ sowie eine militär-historische Modenschau. Auch das Bundeswehr-Dienstleistungszentrum Augustdorf, der BwFuhrparkService, die Feuerwehr und das Technische Hilfswerk sind vertreten.